# Tashkent Open 2000
Il Tashkent Open 2000  è stato un torneo di tennis giocato sul cemento. È stata la 4ª edizione del Tashkent Open, che fa parte della categoria International Series nell'ambito dell'ATP Tour 2000 e della Tier IVa nell'ambito del WTA Tour 2000. Il torneo si è giocato a Tashkent in Uzbekistan, dall'11 al 17 settembre 2000.

## Campioni

### Singolare maschile
Marat Safin ha battuto in finale  Davide Sanguinetti con il punteggio di 6–3, 6–4

### Doppio maschile
Justin Gimelstob /  Scott Humphries hanno battuto in finale  Robbie Koenig /  Marius Barnard con il punteggio di 6–3, 6–2

### Singolare femminile
Iroda Tulyaganova hanno battuto in finale  Francesca Schiavone con il punteggio di 6–3, 2–6, 6–3

### Doppio femminile
Li Na /  Li Ting hanno battuto in finale  Iroda Tulyaganova /  Anna Zaporožanova con il punteggio di 3–6, 6–2, 6–4